# Serafí Maria de Soto i Ab-Ach
Serafí Maria de Soto i Ab-Ach Langton Casaviella (Barcelona, 12 d'octubre de 1793 - Madrid, 23 de febrer de 1862) III Comte de Clonard i V Marquès de la Granada (el seu cognom originari irlandès Sutton es va espanyolitzar com De Sotto), va ser un polític, militar i historiador català, tinent general, president del Consell de Ministres per dos dies, cavaller gran creu de l'Orde de Sant Hermenegild, gran creu americana de l'Orde d'Isabel la Catòlica, cavaller de la Imperial Ordre de la Legió d'Honor francesa..
Conegut com el Llop Solitari per les seves activitats com a director dels Serveis de Contraespionatge i Intel·ligència espanyols.

## Orígens familiars
Era el tercer fill i únic home hagut del matrimoni entre el mariscal de camp Raimundo María De Sotto Langton, II Comte de Clonard, i Ramona Abbach Casaviella, IV Marquesa de la Granada al Regne de Nàpols. Serafí Maria de Sotto va ser el cap de la Casa Sutton-Dudley de Clonard irlandesa i del seu corresponent clan, així com un destacat capdavanter jacobita tant a Espanya com a Europa.

## Biografia
El dia 21 d'abril de 1804, quan tenia 12 anys, va ser nomenat cadet en el regiment de Reials Guàrdies Espanyols. I el 12 d'octubre del següent any va ser destinat al III batalló del mateix cos, que es trobava de guarnició a la ciutat de Barcelona.
El comte de Clonard va tenir una destacada participació al costat del seu pare en la Guerra del francès, i posteriorment va combatre en el bàndol cristí durant la Primera Guerra Carlista, arribant al grau de Mariscal de Camp en 1836.
En 1840 va ser el titular del ministeri de la Guerra, encara que per pocs dies, en un dels gabinets de Evaristo Pérez de Castro. I la revolta de Baldomero Espartero a Barcelona amb la posterior caiguda de la Reina Governadora, pressionada pel Duc de la Victòria, el va obligar a emigrar a França en 1840. Però en 1844 va tornar a Espanya i va ser ascendit a tinent general en 1846.
Serafí Maria formava part de l'ala conservadora del Partit Moderat, i el dia 19 d'octubre de 1849, a causa de la desaparició del general Ramón María Narváez de l'escena política, la reina Isabel II, a suggeriment del seu espòs, el rei consort Francesc d'Assís, i comptant amb el suport de l'arquebisbe de Toledo i la mediació de Sor Patrocinio i del seu confessor reial, el pare Fulgencio, va optar per nomenar al comte de Clonard President del Consell de Ministres.
El nou Govern va ser conegut com el Gabinet Llampec, ja que solament va durar dos dies. Clonard no va poder ni triar als seus nous ministres, i el resultat va ser un gabinet ultraconservador, rebut amb tancada oposició pels progressistes i per l'opinió pública espanyola. I tot això va obligar a la reina a replantejar-se la seva decisió i reposar en el seu càrrec al general Narváez.
El comte de Clonard va ser enviat de caserna a Jaén i privat de la direcció del Col·legi General Militar de Toledo. En aquest exili va rebre l'encàrrec de formar l'anomenada Comissió Règia, germen dels serveis d'intel·ligència i contraespionatge espanyols.
Des de 1853 a 1854 va ser vicepresident de la Secció de Guerra i Marina del Consell Reial, i des de 1858 fins a la seva mort va ser el president de la Secció de Guerra i Marina del Consell d'Estat.
Va morir a Madrid el dia 23 de febrer de 1862.

## Obres
- Memoria para la Historia de las tropas de la Casa Real de España (1824).
- Memoria histórica de las academias militares de España (1847).
- Historia orgánica de las armas de Infantería y Caballería españolas (1851-1859).
- Álbum de la Infantería española (1861).
- Álbum de la Caballería española (1861).